# Tri-Ergon
Tri-Ergon var ett tyskt skivmärke som gavs ut 1927-1931.
Skivmärket grundades av ljudfilmspionjärerna Josef Engl, Hans Vogt och Joseph Massolle, Tri-Ergon betyder de tres verk. Man använde sig av en egen inspelningsmetod, först spelades ljudet in på ett filmband. Sedan spelades ljudet över till vaxet med en mycket låg hastighet, filmen löpte med 70 cm i minuten. Överföringen av en treminuters inspelning tog alltså två timmar, vilket enligt reklamen skulle ge en oöverträffad ljudkvalitet. När man lyssnar på skivor inspelade med denna metod verkar ljudkvliteten inte högre än på andra, samtida inspelningar. Ljudet är något mjukt med en betoning på basen. För inspelningarna användes en egenkonstruerad mikrofon kallad Kathodophon.
Tri-Ergons inspelningar gavs också ut som okrossbara skivor av celluloid i olika färger på undermärkena Colorit, Bellaphon och Star. Man gjorde inspelningar vid minst tre tillfällen i Stockholm. 1931 drogs skivmärket in till följd av patentstrider.